# Ellisina circulatis
Ellisina circulatis is een mosdiertjessoort uit de familie van de Ellisinidae. De wetenschappelijke naam van de soort is voor het eerst geldig gepubliceerd in 1983 door Liu.